# Výhon
Výhon är en kulle i Tjeckien.   Den ligger i regionen Södra Mähren, i den sydöstra delen av landet, 200 km sydost om huvudstaden Prag. Toppen på Výhon är 355 meter över havet, eller 173 meter över den omgivande terrängen. Bredden vid basen är 4,4 km.
Terrängen runt Výhon är huvudsakligen platt, men den allra närmaste omgivningen är kuperad.Runt Výhon är det ganska tätbefolkat, med 72 invånare per kvadratkilometer. Närmaste större samhälle är Brno, 17,8 km norr om Výhon. Trakten runt Výhon består till största delen av jordbruksmark.